# The Dubliners/Diskografie
Diese Diskografie ist eine Übersicht über die musikalischen Werke von The Dubliners, einer der bekanntesten und einflussreichsten Bands der Irish Folk Music. Sie veröffentlichte unzählige Alben und Kompilationen. Die folgende Übersicht versucht, einen Überblick über das jahrzehntelange Schaffen der Band zu geben. Den Schallplattenauszeichnungen zufolge hat sie bisher mehr als 595.000 Tonträger verkauft, davon alleine in ihrer Heimat über 15.000. Ihre erfolgreichste Veröffentlichung ist die Single Jack’s Heroes/Whiskey In The Jar mit über 400.000 verkauften Einheiten.

## Alben

### Studioalben
| Jahr | Titel Musiklabel                                    | Höchstplatzierung, Gesamtwochen, AuszeichnungChartplatzierungen (Jahr, Titel, Musiklabel, Platzierungen, Wochen, Auszeichnungen, Anmerkungen) | Höchstplatzierung, Gesamtwochen, AuszeichnungChartplatzierungen (Jahr, Titel, Musiklabel, Platzierungen, Wochen, Auszeichnungen, Anmerkungen) | Anmerkungen                                                                                       |
| Jahr | Titel Musiklabel                                    | IE | UK | Anmerkungen                                                                                       |
| ---- | --------------------------------------------------- | --- | --- | ------------------------------------------------------------------------------------------------- |
| 1964 | The Dubliners with Luke Kelly Transatlantic Records | — | — | Quasi-Livealbum im Tonstudio vor Publikum eingespielt; Alternativtitel: The Dubliners, In Session |
| 1967 | A Drop of the Hard Stuff Major Minor Records        | — | UK5 (41 Wo.)UK | Alternativtitel: Seven Drunken Nights                                                             |
| 1967 | More of the Hard Stuff Major Minor Records          | — | UK8 (18 Wo.)UK |                                                                                                   |
| 1968 | Drinkin’ & Courtin’ Major Minor Records             | — | UK31 (3 Wo.)UK | Alternativtitel: I Know My Love                                                                   |
| 1968 | At It Again Major Minor Records                     | — | — | Alternativtitel: Seven Deadly Sins                                                                |
| 1969 | At Home with The Dubliners EMI-Columbia             | — | — |                                                                                                   |
| 1970 | Revolution EMI/Columbia                             | — | — |                                                                                                   |
| 1972 | Double Dubliners EMI                                | — | — | Alternativtitel: Alive and Well                                                                   |
| 1973 | Plain and Simple Polydor                            | — | — |                                                                                                   |
| 1975 | Now Polydor                                         | — | — |                                                                                                   |
| 1976 | A Parcel of Rogues Polydor                          | — | — |                                                                                                   |
| 1977 | 15 Years On CHYME                                   | — | — |                                                                                                   |
| 1979 | Together Again CHYME/Polydor                        | — | — |                                                                                                   |
| 1983 | Prodigal Sons Polydor                               | — | — |                                                                                                   |
| 1987 | 25 Years Celebration Polydor                        | — | UK43 (10 Wo.)UK |                                                                                                   |
| 1988 | The Dubliner’s Dublin Castle Communications         | — | — |                                                                                                   |
| 1992 | 30 Years A-Greying Celtic Collections               | — | — |                                                                                                   |
| 1996 | Further Along Baycourt                              | — | — |                                                                                                   |
| 2002 | 40 Years Celtic Collections                         | IE15 (16 Wo.)IE | — |                                                                                                   |
| 2008 | Whiskey In The Jar –                                | IE99 (1 Wo.)IE | — |                                                                                                   |
| 2022 | Luke Luke’s Legacy –                                | IE78 (1 Wo.)IE | — | mit Luke Kelly                                                                                    |

grau schraffiert: keine Chartdaten aus diesem Jahr verfügbar

### Livealben
| Jahr | Titel                | Höchstplatzierung, Gesamtwochen, AuszeichnungChartplatzierungen (Jahr, Titel, Platzierungen, Wochen, Auszeichnungen, Anmerkungen) | Höchstplatzierung, Gesamtwochen, AuszeichnungChartplatzierungen (Jahr, Titel, Platzierungen, Wochen, Auszeichnungen, Anmerkungen) | Anmerkungen |
| Jahr | Titel                | IE | UK | Anmerkungen |
| ---- | -------------------- | --- | --- | ----------- |
| 2002 | Live at the Gaiety   | IE28 (5 Wo.)IE | — |             |
| 2006 | Live at Vicar Street | IE53 (9 Wo.)IE | — |             |

Weitere Livealben
- 1965: In Concert (Transatlantic Records)
- 1966: Finnegan Wakes (Hallmark Records)
- 1969: Live at the Royal Albert Hall
- 1972: Hometown (EMI/Columbia)
- 1974: Live (Polydor)
- 1977: Live at Montreux (Intercord)
- 1982: Live in Carré, Amsterdam (Polydor)
- 1983: 21 Years On (RTE)
- 1997: Alive Alive-O
- 2009: A Time to Remember

### Kompilationen
Es gibt eine große Anzahl offizieller, inoffizieller und semioffizieller Kompilationen. Es wurde hier versucht nur die offiziellen aufzulisten.

| Jahr | Titel Musiklabel                                                | Höchstplatzierung, Gesamtwochen, AuszeichnungChartplatzierungen (Jahr, Titel, Musiklabel, Platzierungen, Wochen, Auszeichnungen, Anmerkungen) | Höchstplatzierung, Gesamtwochen, AuszeichnungChartplatzierungen (Jahr, Titel, Musiklabel, Platzierungen, Wochen, Auszeichnungen, Anmerkungen) | Anmerkungen                                                |
| Jahr | Titel Musiklabel                                                | IE | UK | Anmerkungen                                                |
| ---- | --------------------------------------------------------------- | --- | --- | ---------------------------------------------------------- |
| 1967 | The Best of the Dubliners Transatlantic Records                 | — | UK25 (11 Wo.)UK |                                                            |
| 1978 | 20 Original Greatest Hits Chyme Records                         | IE100 (1 Wo.)IE | — | Charteinstieg: 2013                                        |
| 1993 | Dubliners Originals Beaumex                                     | IE14 (127 Wo.)IE | — | Charteinstieg: 2011                                        |
| 1996 | Wild Rover – The Best of Digimode Entertainment                 | IE55 (8 Wo.)IE | — | Charteinstieg: 2011                                        |
| 1997 | The Definitive Transatlantic Collection –                       | IE8 (20 Wo.)IE | — | Charteinstieg: 2001                                        |
| 1998 | At Their Best Pulse Records                                     | IE56 (5 Wo.)IE | UK— SilberUK |                                                            |
| 1999 | The Best of EMI                                                 | IE69 (2 Wo.)IE | — | Charteinstieg: 2005                                        |
| 2003 | Spirit of the Irish – The Ultimate Collection Sanctuary Records | IE43 (1 Wo.)IE | UK19 Silber · (4 Wo.)UK |                                                            |
| 2004 | 36 Great Performances Platinum Music                            | IE51 (2 Wo.)IE | — |                                                            |
| 2004 | At Their Best – 27 Classic Tracks –                             | IE66 (5 Wo.)IE | — | Charteinstieg: 2007                                        |
| 2006 | Too Late To Stop Now – The Very Best of DMG TV                  | IE23 (20 Wo.)IE | UK54 (1 Wo.)UK | Charteinstieg: 2008                                        |
| 2006 | The Platinum Collection EMI                                     | IE55 (3 Wo.)IE | — |                                                            |
| 2007 | The Very Best Of –                                              | IE38 (58 Wo.)IE | — | Erstveröffentlichung: 19. Januar 2007 Charteinstieg: 2015  |
| 2008 | The Definitive Dubliners – 33 Of Their Greatest Hits –          | IE33 (39 Wo.)IE | — |                                                            |
| 2009 | The Very Best of The Dubliners Universal Music Classics & Jazz  | IE40 (24 Wo.)IE | UK16 Silber · (5 Wo.)UK | Charteinstieg IE: 2015                                     |
| 2010 | Essential Songs –                                               | IE95 (1 Wo.)IE | — |                                                            |
| 2010 | The Very Best of the Original Dubliners Records                 | IE31 (6 Wo.)IE | — | Erstveröffentlichung: 19. Februar 2010 Charteinstieg: 2015 |
| 2021 | The Original – 20 Greatest Hits –                               | IE81 (2 Wo.)IE | — |                                                            |

grau schraffiert: keine Chartdaten aus diesem Jahr verfügbar
Weitere Kompilationen
| - 1968: Whiskey on a Sunday (EMI) - 1968: The Dubliners (Major Minor) - 1969: It’s the Dubliners (Hallmark Records) - 1971: The Patriot Game (Hallmark Records) - 1973: With Love from … The Dubliners (Capri Records) - 1973: Golden Folk Songs (Polydor) - 1975: Ballads on Tap… (Bellaphon Records) - 1975: The Best of the Dubliners - 1976: Drinking and Wenching (Music for Pleasure) - 1977: Home, Boys, Home (Pickwick Records) - 1977: Fifteen Years On (Chyme Records) - 1977: The Original Dubliners (Transatlantic Records, Metronome Records) - 1978: Anthology (Transatlantic Records) - 1978: The Story of the Dubliners (2LP, Polydor) - 1979: The Dubliners Collection (Chyme Records) - 1979: Welcome (Chyme Records) | - 1980: Songs of the Dubliners (RAM Records Ireland) - 1981: 20 Original Greatest Hits Volume 2 (Transatlantic Records) - 1981: 18 Original Greatest Hits Volume 3 (Chyme Records) - 1982: The Very Best of the Dubliners – 20 Fabulous Tracks (EMI) - 1983: The Best of the Dubliners (Spot Records) - 1987: The Collection (Castle Communications) - 1990: Castle Masters Collection (Castle Communications) - 1990: The Dubliners Ideal (EMI) - 1993: Original Dubliners (1966–1969) (2xCD, EMI) - 1996: Whisky in the Jar (3CD-Box, Disky) - 1997: Essential Collection (Music for Pleasure) - 1998: Ageless Classics - The Transatlantic Years Revisited - 1999: Millenium Collection (2CD, Digimode Entertainment) - 2003: The Best of the Original Dubliners (3CD, EMI) - 2006: The Dubliners Collection (Sunday Independent) - 2007: Ireland’s Finest (Sanctuary Records) |

## Singles
| Jahr | Titel Album                                               | Höchstplatzierung, Gesamtwochen, AuszeichnungChartplatzierungen (Jahr, Titel, Album, Platzierungen, Wochen, Auszeichnungen, Anmerkungen) | Höchstplatzierung, Gesamtwochen, AuszeichnungChartplatzierungen (Jahr, Titel, Album, Platzierungen, Wochen, Auszeichnungen, Anmerkungen) | Anmerkungen                                    |
| Jahr | Titel Album                                               | IE | UK | Anmerkungen                                    |
| ---- | --------------------------------------------------------- | --- | --- | ---------------------------------------------- |
| 1966 | Nelson’s Farewell Finnegan Wakes                          | IE6 (2 Wo.)IE | — |                                                |
| 1967 | Seven Drunken Nights A Drop of the Hard Stuff             | IE1 (21 Wo.)IE | UK7 (17 Wo.)UK |                                                |
| 1967 | All for Me Grog –                                         | IE10 (12 Wo.)IE | — |                                                |
| 1967 | Black Velvet Band A Drop of the Hard Stuff                | IE4 (15 Wo.)IE | UK15 (15 Wo.)UK |                                                |
| 1967 | Maids, When You’re Young Never Wed an Old Man –           | IE11 (2 Wo.)IE | UK43 (3 Wo.)UK |                                                |
| 1968 | Dirty Old Town Drinkin’ and Courtin’                      | IE10 (6 Wo.)IE | — | Erstveröffentlichung: 26. Januar 1968          |
| 1971 | Hand Me Down my Bible Hometown!                           | IE7 (15 Wo.)IE | — |                                                |
| 1971 | Free the People Double Dubliners                          | IE7 (6 Wo.)IE | — |                                                |
| 1986 | On Raglan Road The Dubliner’s Dublin                      | IE30 (1 Wo.)IE | — |                                                |
| 1987 | The Irish Rover 25 Years Celebration                      | IE1 (6 Wo.)IE | UK8 (8 Wo.)UK | Erstveröffentlichung: März 1987 mit The Pogues |
| 1987 | Don’t Get Married 25 Years Celebration                    | IE24 (2 Wo.)IE | — |                                                |
| 1990 | Jack’s Heroes/Whiskey In The Jar Yeah Yeah Yeah Yeah Yeah | IE4 (9 Wo.)IE | UK63 Gold · (2 Wo.)UK | Erstveröffentlichung: Juni 1990 mit The Pogues |
| 1991 | The Rose 30 Years A-Greying                               | IE2 (4 Wo.)IE | — | mit Hothouse Flowers                           |
| 1994 | Red Roses for Me Flying Blind                             | IE13 (3 Wo.)IE | — | mit Niamh Kavanagh                             |
| 2008 | The Ballad Of Ronnie Drew –                               | IE1 (11 Wo.)IE | — | mit U2, Kila und A Band Of Bowsies             |
| 2012 | The Rocky Road to Poland –                                | IE1 (7 Wo.)IE | — | mit Bressie und Damien Dempsey                 |
| 2013 | The Auld Triangle –                                       | IE80 (1 Wo.)IE | — | mit Luke Kelly                                 |

Weitere Singles
- 1965: In Person (mit Ronnie Drew)
- 1966: Surrounded by Water
- 1967: All for Me Grog
- 1969: Molly Maguires
- 1971: Hand Me Down My Bible
- 1996: Working Man

## Videoalben
- 2002: Live from the Gaiety (40 Years Celebration Concert)
- 2006: Live at Vicar Street
- 2012: 50 Years – Celebration Concert in Dublin

## Boxsets
| Jahr | Titel Musiklabel                    | Höchstplatzierung, Gesamtwochen, AuszeichnungChartplatzierungen (Jahr, Titel, Musiklabel, Platzierungen, Wochen, Auszeichnungen, Anmerkungen) | Höchstplatzierung, Gesamtwochen, AuszeichnungChartplatzierungen (Jahr, Titel, Musiklabel, Platzierungen, Wochen, Auszeichnungen, Anmerkungen) | Anmerkungen                             |
| Jahr | Titel Musiklabel                    | IE | UK | Anmerkungen                             |
| ---- | ----------------------------------- | --- | --- | --------------------------------------- |
| 2012 | 50 Years Irish Music Licensing Ltd. | IE10 Platin · (42 Wo.)IE | — | Erstveröffentlichung: 21. Dezember 2012 |

## Statistik

### Chartauswertung
|                     | UK    | IE     |
| ------------------- | ----- | ------ |
| Nummer-eins-Alben   | UK—UK | IE—IE  |
| Top-10-Alben        | UK2UK | IE2IE  |
| Alben in den Charts | UK8UK | IE23IE |

|                       | UK     | IE    |
| --------------------- | ------ | ----- |
| Nummer-eins-Singles   | UK4UK  | IE—IE |
| Top-10-Singles        | UK12UK | IE2IE |
| Singles in den Charts | UK17UK | IE5IE |

### Auszeichnungen für Musikverkäufe
Anmerkung: Auszeichnungen in Ländern aus den Charttabellen bzw. Chartboxen sind in ebendiesen zu finden.
| Land/RegionAuszeichnungen für Musikverkäufe (Land/Region, Auszeichnungen, Verkäufe, Quellen) | Silber     | Gold | Platin     | Verkäufe | Quellen        |
| -------------------------------------------------------------------------------------------- | ---------- | ---- | ---------- | -------- | -------------- |
| Irland (IRMA)                                                                                | —          | —    | Platin1    | 15.000   | irishcharts.ie |
| Vereinigtes Königreich (BPI)                                                                 | 3× Silber3 | —    | Platin1    | 580.000  | bpi.co.uk      |
| Insgesamt                                                                                    | 3× Silber3 | —    | 2× Platin2 |          |                |